# Isnello
Isnello es una localidad italiana de la provincia de  Palermo, región de Sicilia, con 1.705 habitantes.

Ubicación de la ciudad de Isnello dentro de la provincia de Palermo.

## Evolución demográfica
Durante varias décadas, la población de Isnello, disminuye de manera significativa debido a la emigración de los jóvenes de otros lugares de empleo "estable". Alrededor del 60% de la población tiene más de cincuenta años, hay muchas personas mayores, incluso por encima de los años ochenta. La tasa de mortalidad es alta (alrededor de 30 muertos), y la tasa de natalidad es muy baja.
| Gráfica de evolución demográfica de Isnello entre 1861 y 2001 |
|                                                               |
| Fuente ISTAT - Elaboración gráfica por parte de Wikipedia     |